# Elin Williams
Elin Williams (2000) és una escriptora que explica les seves experiències sobre la discapacitat d'encefalomielitis miàlgica (ME) i retinosi pigmentària (una malaltia ocular degenerativa) al seu blog My Blurred World, des del 2015.

## Biografia
Li van diagnosticar Retinosi pigmentària amb sis anys, i amb 12 anys va començar a patir greus deficiències visuals.
El 2015 va decidir començar a escriure un bloc vinculant la seva passió per l'escriptura amb les ganes d'ajudar altres persones amb discapacitat visual a superar l’aïllament amb suport, recursos i amics.
Va treballar durant un any al RNIB, el Royal National Institute of Blind People. El mateix any es va matricular a la Universitat Oberta, on estudia el BA (Hons), amb especialitat en escriptura creativa.

## Reconeixements
- 2018. Forma part de la llista de 100 persones amb discapacitat més influents del Regne Unit per Shaw Trust # DisabilityPower100.[3]
- 2018. Va guanyar en dues caterogies dels Teen Blogger Awards.[3][4]
- 2020. Forma part de les 100 dones amb més influència per la BBC.[5]